# ده‌ویس‌اقا
ده‌ویس‌اقا، روستایی از توابع بخش مرکزی شهرستان میاندوآب در استان آذربایجان غربی ایران است.
این روستا در دوره فتحعلی شاه قاجار توسط یکی از مالکین منطقه به نام محمدحسین بیگ مکری باریکان مشهور به ویس آقای باریکان بنیاد نهاده شد.

## جمعیت
این روستا در دهستان مکریان شمالی قرار دارد و براساس سرشماری مرکز آمار ایران در سال ۱۳۸۵، جمعیت آن ۶۶۳ نفر (۱۳۲ خانوار) بوده‌است.